# Friedberg (Hesse)
Friedberg (Friedberg in der Wetterau) es una población alemana, capital del distrito de Wetterau, en el estado federado de Hesse. Se encuentra situada a 26 kilómetros de Fráncfort del Meno. 

## Historia
Friedberg se asienta en una meseta de basalto con vista al río Usa y ha sido poblada desde al menos la época romana. Se han encontrado los restos de un asentamiento mesolítico  en Bruchenbrücken, un suburbio de Friedberg. Castle Hill fue la ubicación de un campamento militar romano, parte de las limas o fortificaciones fronterizas y, quizás similar al castellum del monte Tauno, que es citado en los registros romanos durante el siglo I. Se han conservado hasta la actualidad los restos del campamento y los de los baños públicos del mismo periodo. El asentamiento romano fue abandonado durante la retirada de los romanos a la frontera del Rin en el 260. 
La ciudad fue refundada por la dinastía Hohenstaufen del Sacro Imperio Romano Germánico, al estar situada en un importante enclave de las rutas comerciales. La ciudad inicialmente rivalizaba económicamente con Frankfurt am Main, contando con una importante feria comercial anual, tras una rápida expansión inicial, su fortuna económica pronto decayó.
El discurrir de la ciudad se vio obstaculizado por la continua rivalidad entre las dos estamentos que conformaban Friedberg, la ciudad y el castillo de Friedberg, que eran entidades políticamente independientes entre sí y se hallaban en competencia permanente. De ello resultó una amarga rivalidad que culminó con el saqueo y destrucción del castillo por los ciudadanos de Friedberg. 
La ciudad se convirtió en una Ciudad Imperial Libre (Freie Reichsstadt) del Sacro Imperio Romano por una carta dada en 1211. Bajo el dominio napoleónico (→ Confederación del Rin) fue incorporada 1802 al Gran Ducado de Hesse (Hesse-Darmstadt).

## Ciudadanos destacados
- Erasmus Alberus (1500 - 1533), humanista, reformador religioso y amigo de Martín Lutero
- Oscar Hertwig (1849 - 1922), zoólogo alemán.
- Albert Windisch (1878 - 1967), pintor, profesor de la academia y tipógrafo.
- René Pollesch (1962 - ), cineasta, escritor y dramaturgo alemán.
- Ike Moriz (1972 - ), cantante, compositor, músico, actor y productor alemán-sudafricano.
- Christof Leng (1975 - ), político e informático alemán.